# 寶馬山道
寶馬山道（英語：Braemar Hill Road）是香港島東區的一條行車道路，雙線雙向行車，位於寶馬山的北半山，蘇浙公學與賽西湖公園之間，於1950年代至1960年代隨著寶馬山住宅區的開發而開拓的區內主要道路。
寶馬山道呈西南和東北走向，西端至聖貞德中學與漢基國際學校之間，是處附近為巴士總站。寶馬山道向東伸展，兵分兩路，下山的支線至天后廟道與百福道交匯處；而寶馬山道東端的上山道至賽西湖大廈閘口大道止，該處設置康樂及文化事務署管理的賽西湖公園兒童遊樂場。而寶馬山道中段，在蘇浙公學的西邊為雲景道下坡道，時常有巴士行走。

## 鄰近建築
- 賽西湖公園
- 香港樹仁大學
- 培僑中學
- 蘇浙公學
- 閩僑中學
- 中華基督教會桂華山中學
- 聖貞德中學
- 漢基國際學校
- 香港日本人學校
- 英基學校協會鰂魚涌小學
- 賽西湖大廈
- 寶馬山花園

## 交匯道路
- 天后廟道
- 雲景道
- 慧翠道
- 校園徑

## 外部連結
寶馬山道地圖